# Holmsjön (Åsenhöga socken, Småland)
Holmsjön är en sjö i Gnosjö kommun i Småland och ingår i Lagans huvudavrinningsområde.